# Vassílievka (Mikhàilovski)
|  | Per a altres significats, vegeu «Vassílievka». |

Vassílievka (en rus: Васильевка) és un poble del krai de Primórie, a l'Extrem Orient de Rússia, que en el cens del 2010 tenia 644 habitants. Pertany al districte rural de Mikhàilovski.